# Blondeliini
Tribu
Les Blondeliini sont une tribu de diptères muscomorphes dont les larves sont parasites d'insectes.

## Liste des genres
- Admontia Brauer et Bergenstamm, 1889
- Angustia Sellers, 1943
- Anisia Wulp, 1890
- Anoxynops Townsend, 1927
- Belida Robineau-Desvoidy, 1863
- Blondelia Robineau-Desvoidy, 1830
- Calolydella Townsend, 1927
- Celatoria Coquillett, 1890
- Chaetonodexodes Townsend, 1916
- Chaetostigmoptera Townsend, 1916
- Compsilura Bouché, 1834
- Cryptomeigenia Brauer et Bergenstamm, 1891
- Dolichotarsus Brooks, 1945
- Enrogalia Reinhard, 1964
- Eribella Mesnil, 1960
- Erynniopsis Townsend, 1926
- Eucelatoria Townsend, 1909
- Euhalidaya Walton, 1914
- Euthelyconychia Townsend, 1927
- Istocheta Rondani, 1859
- Ligeria Robineau-Desvoidy, 1863
- Lixophaga Townsend, 1908
- Medina Robineau-Desvoidy, 1830
- Meigenia Robineau-Desvoidy, 1830
- Meigenielloides Townsend, 1919
- Miamimyia Townsend, 1916
- Myiopharus Brauer et Bergenstamm, 1889
- Opsomeigenia Townsend, 1919
- Oswaldia Robineau-Desvoidy, 1863
- Oxynops Townsend, 1912
- Paracraspedothrix Villeneuve, 1920
- Phasmophaga Townsend, 1909
- Phyllophilopsis Townsend, 1915
- Picconia Robineau-Desvoidy, 1863
- Policheta Rondani, 1856
- Prodegeeria Brauer et Bergenstamm, 1895
- Sphaerina Wulp, 1890
- Steleoneura Stein, 1924
- Thelairodoria Townsend, 1927
- Trigonospila Pokorny, 1886
- Vibrissina Rondani, 1861
- Zaira Robineau-Desvoidy, 1830